# 迪斯特里托森特拉爾
迪斯特里托森特拉爾（西班牙語：Distrito Central），是洪都拉斯的城鎮，位於該國中部，由弗朗西斯科-莫拉桑省負責管轄，始建於1937年1月30日，面積1,514.72平方公里，海拔高度980米，2001年人口850,227，人口密度每平方公里561.31人。
14°08′N 87°13′W / 14.133°N 87.217°W